# فلسفة إثيوبية
الفلسفة الإثيوبية أو الفلسفة الحبشية هي المجموعة الفلسفية لأراضي إثيوبيا وإريتريا الحالية. إلى جانب التقاليد الشفوية، حفظت في وقت مبكر في شكل مكتوب من خلال مخطوطات الجعيز. تحتل هذه الفلسفة مكانة فريدة في الفلسفة الإفريقية.